# Новоніколаєвка (Шегарський район)
Новонікола́євка (рос. Новониколаевка) — присілок у складі Шегарського району Томської області, Росія. Входить до складу Трубачовського сільського поселення.

## Населення
Населення — 16 осіб (2010; 34 у 2002).
Національний склад (станом на 2002 рік):
- росіяни — 100 %